# 石康镇
石康镇，是中华人民共和国广西壮族自治区北海市合浦县下辖的一个乡镇级行政单位。

## 行政区划
石康镇下辖以下地区：
石康街社区、康乐社区、十字社区、水车村、沙芹村、白沙江村、夏佳塘村、太平村、新塘村、松树园村、豹狸村、筏埠村、天堂村、大崇村、多葛村、大湾村、顺塔村、大庄江村、鲤鱼村、耀康村、十字路村、东冲村、红碑城村、大龙村、瓜山村和细廉陂村。